# 데이터 손상

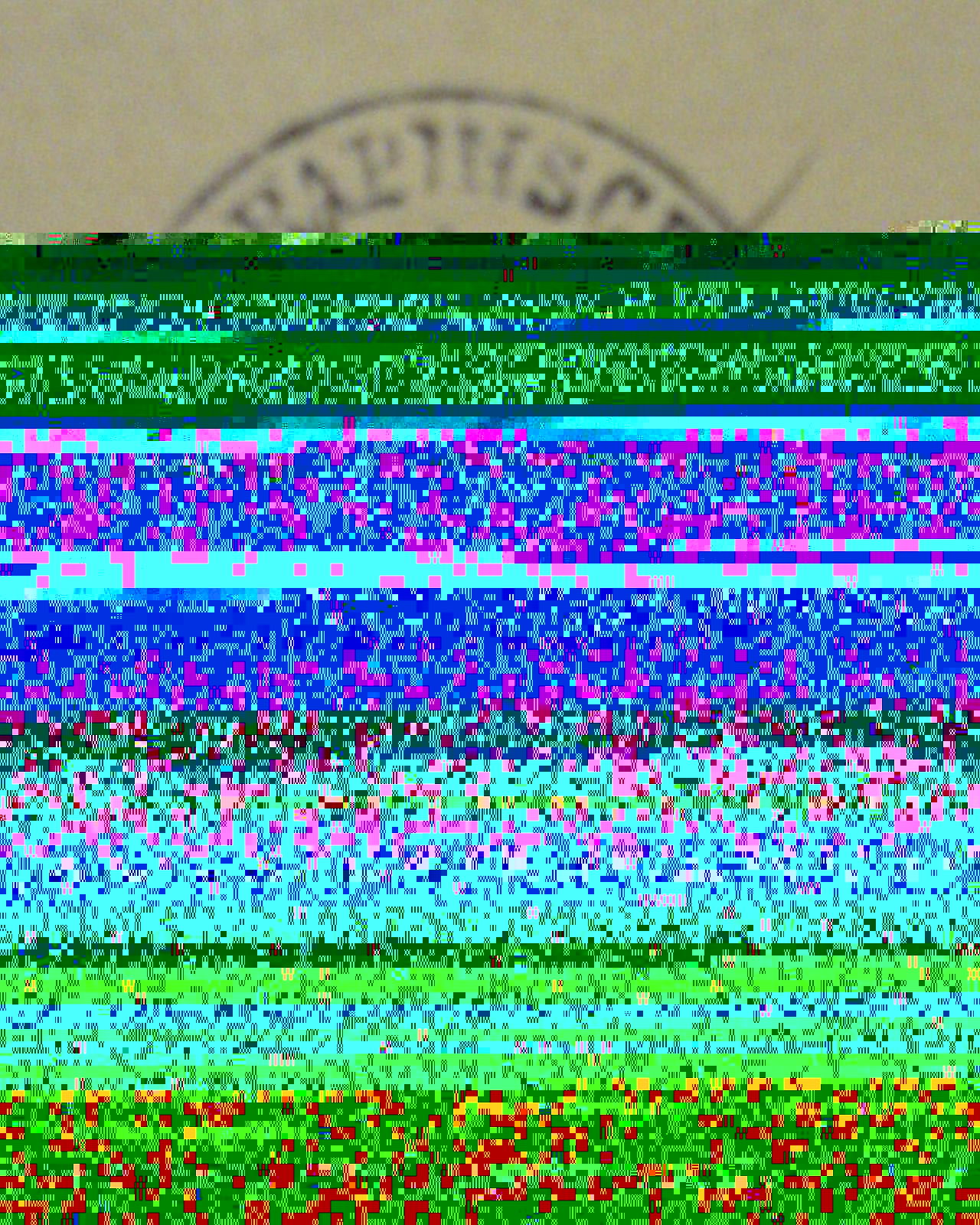
사진 데이터 손상. 이 경우 하드 디스크 드라이브의 데이터 복구 실패로 인해 발생한다.

데이터 손상(data corruption)은 쓰기, 읽기, 저장, 전송 또는 처리 중에 발생하는 컴퓨터 데이터의 오류로 인해 원본 데이터가 의도치 않게 변경되는 것을 말한다. 컴퓨터, 전송 및 저장 시스템은 엔드투엔드 데이터 무결성 또는 오류 부족을 제공하기 위해 다양한 조치를 사용한다.
일반적으로 데이터 손상이 발생하면 해당 데이터가 포함된 파일을 시스템이나 관련 응용 프로그램에서 액세스할 때 예상치 못한 결과가 발생한다. 결과는 사소한 데이터 손실부터 시스템 충돌까지 다양할 수 있다. 예를 들어, 문서 파일이 손상된 경우 사용자가 문서 편집기로 해당 파일을 열려고 하면 오류 메시지가 표시될 수 있으며, 따라서 파일이 열리지 않거나 일부 데이터가 손상된 상태로 열릴 수 있으며 완전히 손상되어 문서를 이해할 수 없게 된다). 인접한 이미지는 대부분의 정보가 손실된 손상된 이미지 파일이다.
일부 유형의 악성 소프트웨어는 일반적으로 작동하지 않는 코드나 가비지 코드로 파일을 덮어쓰는 방식으로 페이로드의 일부로 파일을 의도적으로 손상시킬 수 있는 반면, 악성이 아닌 바이러스는 해당 파일에 액세스할 때 의도치 않게 파일을 손상시킬 수도 있다. 이 페이로드 방법을 사용하는 바이러스나 트로이 목마가 컴퓨터 운영 체제 소프트웨어나 물리적 하드웨어 실행에 중요한 파일을 변경하는 경우 전체 시스템을 사용할 수 없게 될 수 있다.
일부 프로그램은 오류 발생 후 자동으로 파일을 복구하라는 제안을 제공할 수 있으며 일부 프로그램은 파일을 복구할 수 없다. 이는 손상 수준과 오류를 처리하기 위한 응용 프로그램의 내장 기능에 따라 다르다. 손상의 원인은 다양하다.

## 같이 보기
- 다양한 자원:
  - 데이터 열화
  - 컴퓨터 과학
  - 데이터 무결성
- 대처:
  - ECC 메모리
  - 자료 복구
  - RAID
  - 리드 솔로몬 부호